# 鉢屋眾
鉢屋眾，又稱苫屋眾、苫屋鉢屋眾、櫓下組，效力於出雲國大名尼子經久及尼子晴久的忍者集團，活躍於島根縣一帶。。

## 起源
鉢屋眾起於平安時代的平將門之亂，在平將門兵敗身亡後，其麾下四散，逃往山陰道的飯母呂石念一族，長男大二郎部隊即為鉢屋眾的前身，因為經由淨土宗名僧空也上人仲介替一些都城進行護衛工作維持生計，形成穿甲胄托鉢的裝扮，因此得名鉢屋眾，為四方大名招聘，鉢屋眾主要行動於因幡國、伯耆國、出雲國、石見國等地，為紀念祖先，鉢屋眾首領世代繼承石念之名。

## 歷史
在1486年，出雲國守護代尼子經久被主君京極政經流放後，獲得鉢屋眾首領鉢屋彌之三郎協助，計畫奪回月山富田城，鉢屋眾隔年正月時以尼子舊臣50多人配合笛師銀兵衛率領的７０鉢屋忍者化粧成藝人登城表演，趁機發動奇襲，四處放火，逼迫新城主塩冶掃部介自殺，替尼子經久奪回城池，經久將本丸北方的長屋讓予鉢屋眾居住，因而被稱作櫓下組，成為專替尼子家效力的忍者集團。
1578年，鉢屋眾協助尼子義久、山中鹿之介再興尼子家，在上月城之戰中與毛利家的德岡眾等忍者交手，雖成功擊斃其首領德岡久兵衛，但上月城終究淪陷，此戰之後再無鉢屋眾相關紀錄。

## 關連項目
- 尼子經久
- 忍者